# ハンス・ファラダ

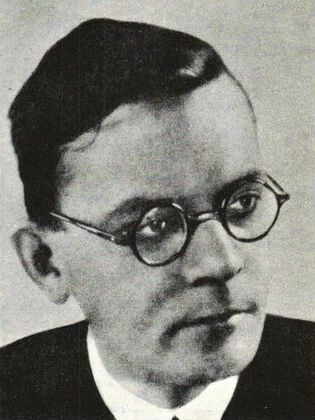
Hans Fallada

ハンス・ファラダ（ドイツ語: Hans Fallada [ˈfaladaˑ]、出生名ルドルフ・ヴィルヘルム・ディートリッヒ・ディッツェン、Rudolf Wilhelm Friedrich Ditzen; 1893年7月21日 - 1947年2月5日) は、20世紀前半のドイツの作家。最もよく知られる小説は『ベルリンに一人死す』 (1947年) 。
主として新即物主義的作風に属しており、正確なディテールと、事実へのジャーナリスト的な信奉を特徴とする。ファラダの筆名はグリム童話に由来しており、『幸せハンス』 (KHM 83) の主人公の名と『がちょう番の女』に登場する馬の名ファラダを組み合わせたものである。

## 生い立ち
ドイツのグライフスヴァルトで誕生する。帝国最高裁判所判事に上り詰める途上にある判事の息子であり、母は中流階級出身であった。両親は共に音楽の熱烈な愛好家で、文学も好んでいた。ジェニー・ウィリアムズによる伝記『More Lives than One』  (1998) によればファラダの父親は頻繁にシェークスピアやシラーといった作家らの作品を子供に読み聴かせたという。
ファラダが6歳だった1899年、父の昇進に従って一家はベルリンに引っ越した。これを皮切りに父は何度かの昇進を迎えることになる。ファラダは1901年に学校へ初入学した頃、とても難しい時期を過ごした。その結果としてファラダは彼の年齢にふさわしい文学を意図的に避けて、フロベール、ドストエフスキー、ディケンズのような作家の書物に没頭した。1909年、父が帝国最高裁判所判事に任命されたことにより再び家族はライプツィヒに引っ越した。
1909年 (16歳) の頃に深刻な交通事故 — 荷馬車に轢かれ、その時、馬に顔を蹴られる — に遭ったことと、1910年 (17歳) の時に腸チフスを罹ったことがファラダの生涯における転換点となり、比較的悩みが無かった青春期はここで終わったと見られる。ファラダの青年期は自己喪失感や孤立をますます強めてゆくことを特徴とし、事故や腸チフスの後遺症がそれらをいっそう悪化させた。それに加え、事故で怪我を負った際に鎮痛薬を服用したことから生涯にわたる薬物利用が始まった。これらの問題はのちに度重なる自殺企図という形で顕在化した。
ファラダは1911年に友人ハンス・ディートリッヒ・フォン・ネッカーとともに、表向き決闘を装いながら自殺を成し遂げようと約束し合った。単なる自殺より決闘の方が名誉ある行為と受け止められるはずであった。自殺の動機となったのは2人の間に生じつつあったホモセクシュアルな関係と、彼らが属していた社会の目であった。当時の社会は同性愛嫌悪の傾向をどんどん強めていたため2人は自殺の契りを結んだ。しかし、ともに武器の扱いに不慣れであったため、自殺は不首尾に終わった。ディートリッヒの発砲した銃弾はファラダを逸れ、ファラダの発砲した銃弾はディートリッヒに命中し、死に至らしめた。ファラダはひどく取り乱しながらとっさにディートリッヒの銃を取り出して自らの胸に向けて発砲するが、一命はとりとめた。とはいえ、友人の死により社会における除け者の立場は確固たるものになった。
ファラダは心神喪失をきたしていたとして殺人の罪には問われなかったが、その後いくつかの精神病院に入院を強いられた。そのひとつにおいて農家の庭の作業を割り当てられたことが、農場文化に対して生涯にわたる親近感を抱くきっかけになった。

## 文学活動、そしてナチスとの遭遇
療養所でファラダは翻訳や詩作を始めたが、ものにならなかった。1920年、最終的に処女作『Der junge Goedeschal』(Young Goedeschal)で小説家として新しい境地に踏み出すことになる。この時期、彼はモルヒネ依存と、第一次世界大戦における弟の死に悩まされた。
終戦直後、ファラダは薬物依存が益々強まり、薬物の代金と生活費を調達するため農場労働者として働いていた。戦争前、ファラダは執筆期間中には父からの金銭援助をあてにしていたが、ドイツ敗北後、父親の援助には依存できなくなった (もしくは意志的に止めた) 。ファラダは『Anton und Gerda』刊行直後、薬物の使用を続ける費用に充てるため雇い主から穀物を盗んだとして、グライフスヴァルトにある刑務所に6ヶ月間服役するようにとの判決を受ける。1926年、3年もたたないあとのこと、再びファラダは薬物やアルコールが原因で雇い主からたて続けに盗みを働き、監獄に収監される。1928年2月、最終的に彼は薬物依存から脱した。
ファラダは1929年にアンナ・"スーゼ"・イゼールと結婚し、いくつかの新聞社での勤務を経て自作の版元でもあった出版社ロボルト (de:Rowohlt Verlag) に職を得た。彼は今やジャーナリズムの世界で正業に就いたといえた。ファラダの小説はこの頃から目立って政治的になり、ドイツの社会的、経済的苦境について論評を始めた。1931年/1930年には、シュレースヴィヒ=ホルシュタイン州の農村人民運動や、ノイミュンスターの町における農民の抗議活動とボイコットの歴史を基にした小説『A Small Circus』 (Bauern, Bonzen und Bomben, Peasants, Bosses and Bombs) で目覚ましいほどの成功を遂げた。ジェニー・ウィリアムズ (en:Jenny Williams) はファラダの1930年/1931年の小説について「作者は本作によって、自身が確かな文学的才能を持つというだけでなく、論争を招くのを恐れないことを証明した」と評している。マーティン・シーモア・スミスは「これまでに書かれたなかで地方の反抗にまつわる最も共感的な文章にして鮮やかな一作であり続けている。」として、ファラダにとって最高峰の小説の1冊であると述べている。
1932年に大ヒットを収めた小説『Kleiner Mann - was nun?』 (Little Man, What Now?,『ピネベルク、明日はどうする!?』) は金銭面の逼迫を一気に軽減してくれたが、ナチズムの台頭への不安はそれ以上であり、ファラダは神経衰弱に陥った。彼の作品はナチスに弾圧の口実を与えるほど反動的とはみなされなかったが、彼の作家仲間の多くは逮捕、抑留され、ナチス政権下における作家として彼の将来は暗く見えた。さらにこの不安は、我が子を産後わずか数時間で失うことによっていっそうひどくなった。しかし、イギリスやアメリカ合衆国では小説『Little Man, What Now?』がベストセラーとなっていた。本作は米国ではブック・オブ・ザ・マンス・クラブに選ばれ、さらに1934年にハリウッド映画化された。
映画はユダヤ人によって製作されたため、ファラダは台頭するナチスの注意を深く引きつけた。このころ同時代人の多くは執筆活動を休止することを余儀なくされ、一部は生命までも奪われつつあった。そのさなか、ナチス公認の作家や刊行物によって作品が公然と非難されるという形で、ファラダに対して政府による一種の査問が行われ始めた。ファラダがナチ党に参加しなかったことも批判の対象となった。1933年のイースター・サンデーにおいて、彼はそのような非難のひとつを受けたあとに「反ナチス活動」のかどでゲシュタポによって投獄されるが、自宅を引っ掻き回したにもかかわらず証拠は発見できず、ファラダは一週間後に解放された。
1934年の小説『Wir hatten mal ein Kind』 (Once We Had a Child) は、当初、肯定的な批評をもって迎えられていたが、その後、ナチス機関紙フェルキッシャー・ベオバハターで批判された。同年、国民啓蒙・宣伝省は「すべての公共図書館から『Little Man, What Now?』を撤去するよう勧告した」。それと同時に、ファラダに対する当局の行動が書籍の売上に悪影響を与え始め、金銭面で窮地に追い込まれたファラダは1934年にふたたび神経衰弱に陥った。
1935年9月にファラダは「望ましくない作家」として公式に発表され、この指定によって海外での翻訳出版が不可能になった。小説『Old Heart Goes A-Journeying』は、ナチズムではなくキリスト教による国民の統合を扱っていたことから、帝国文学会議で問題を引き起こした。この規定は数ヶ月後に廃止されたが、その間にファラダはナチスから余計な注目を浴びずに済む「童話や当たり障りのないおとぎ話」を書きはじめた。すなわち、ファラダの執筆活動が芸術の追及から単なる生計の手段へと移行したのはこの時期であった。この間、海外移住という選択肢は常にファラダの心の中にあったが、ドイツへの愛から実行には踏み切れなかった。
1937年に出版した小説『Wolf unter Wölfen』 (Wolf Among Wolves) はシリアスな写実的スタイルへの一時的な復帰を印象づけた。ナチスはこの作品をヴァイマール共和国に対する鋭い批判ととらえ、当然ながら承認した。注目すべきことにヨーゼフ・ゲッベルスは本作を「素晴らしい本」と呼んだ。ゲッベルスに作品が認められたことはファラダをかえって厄介な立場に追い込むことになった。ゲッベルスはファラダに反ユダヤ的な小品を書くように提案した。また、啓蒙・宣伝大臣の知遇を得たことがきっかけとなり、国策映画の原案となるべき小説を書く任務がファラダに与えられた。その題材はあるドイツ人家族の運命を1933年に至るまで描くというものだった。
これに応えて書かれた小説『Der eiserne Gustav』 (Iron Gustav) は、第一次世界大戦によってもたらされた損失や苦難に焦点を当てていたが、原稿を検分したゲッベルスは、ナチスが台頭して大戦やヴァイマールが残した問題を解決していくところまで物語を引き延ばすよう提案した。ファラダは何度か改稿を行ったのち、生計が逼迫したこともあり最終的にゲッベルスの圧力を受け入れた。ファラダがナチスの脅迫に屈した証拠は、後に執筆された政治的にあいまいな2作品の序文にも見て取れる。それらの短文は作中の出来事がナチス台頭以前のことだと言明しており、明らかに「ナチス当局を刺激しない意図で書かれたもの」である。
1938年末までに、ナチスの手によって数人の仲間たちが死んだにもかかわらず、最終的にファラダは移住の決定を覆した。彼のイギリスにおける版元の発行人だったジョージ·パットナムは、ファラダと彼の家族をドイツから脱出させるため自家用船を送る準備をした。ジェニー·ウィリアムズによると、ファラダは実際に荷物をまとめて自動車に積みこむところまで行っていた。しかしそのとき、ファラダは所有していたささやかな農地をもう一度散歩してきたいと妻スーゼに告げた。ウィリアムズの文によれば「しばらくして戻ってきたとき、ファラダはドイツを離れることはできないと宣言してスーゼに荷物をほどくよう言った」。
この突然にも見える計画の変更は、ファラダが長く心に抱いていた内面の信念と実に一致している。その数年前、彼は知人に対して「私はドイツ以外の場所に住むこともないし、別の言語で書くこともない」と胸の内を打ち明けていた。

## 第二次世界大戦

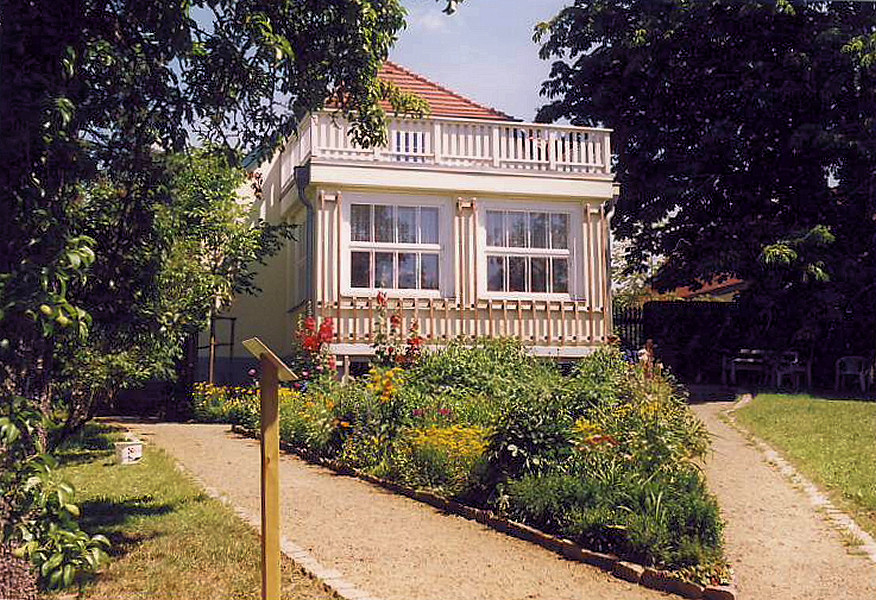
ファラダが1933年から1944年まで住んでいたカルヴィッチにある家。現在はハンス・ファラダ博物館になっている。

再び、ファラダは政治的にセンシティブな時代に適した童話などの非政治的題材を書くことに没頭した。それにもかかわらず、1939年のポーランド侵攻と続いて勃発した第二次世界大戦により、ファラダと家族の生活はいっそう困窮した。戦時配給を巡って、一家とほかの村民との間に何度もいざこざが起きた。村民は何度かにわたってファラダの薬物依存の嫌疑を当局に通報し、そのおかげで精神障害の過去が危うく露見するところだった。ナチス政権下においてこれは実に危険な前歴と言えた。
紙が配給の対象になると、国家が推奨する作品が優先されたため、ファラダの作家活動にとっては障害となった。にもかかわらず、彼は活動領域を縮小しながらも出版を続け、当局の公認をほんの一時享受してさえいた。しかし1943年の末、25年にわたって彼の作品を発行していたエルンスト・ロボルト (de:Ernst Rowohlt) が国外へ脱出したことで公認はご破算となった。様々な問題に加え、妻との関係が緊迫の度を増し始めたストレスから、ファラダが飲酒と不倫にふけり始めたのもこのころだった。このほか、1943年にファラダはいわゆる国家労働奉仕団の一員としてフランスとReichsgau Sudetenlandへ派遣された。
ファラダ夫妻の離婚はすでに確定していたが、後年に妻スーゼ・ディッツェンが伝記作家ジェニー・ウィリアムズに語ったところによると、1944年に酔ったファラダはスーゼと口論した末、彼女に向けて発砲した。スーゼ・ディッツェンの証言によれば、彼女は夫から銃を取りあげ、ファラダの頭上めがけて発砲したあと警察に通報した。警察はファラダを拘束して精神科施設に送り込んだ（この口論に関する警察記録は発砲について言及していない）。
精神病院に拘禁されたファラダは、かつてゲッベルスの要求に対してでっち上げた反ユダヤ小説のプランに1つの希望を見出していた。そのプランとは「19世紀に二人のユダヤ人資本家が起こした有名な詐欺事件」の小説化であった。ナチス政権はこの作品をプロパガンダとして利用するため支援を与えており、真摯に書かれたほかの著作に対する重圧を緩めていた。ファラダはこの作品を口実として、ゲッベルスに与えられた任務を果たすためと称して原稿用紙や資料を入手した。ナチス政権下の精神障害者は身体的虐待や避妊手術、殺害処分に至るまでの残酷な処遇を受けるのが常だったが、ファラダはうまく過酷な扱いから逃れることができた。しかしファラダは実際に反ユダヤ小説を書くことはせず、自らの自堕落な生活について描かれている自伝小説『Der Trinker』 (The Drinker) や、監獄日記『In meinem fremden Land』 (A Stranger in My Own Country) を著した。このような行為は死刑に値するものだったが、露見は免れ、ナチス政権の瓦解が始まった1944年12月にファラダは釈放された。

## 戦後
最初の妻とは和解が成立したように見られたが、ファラダは釈放からわずか数ヶ月後にして、若く裕福で魅力的な未亡人ウラ・レッシュとの結婚を取り決め、彼女と一緒にメクレンブルクにあるフェルトベルクへと引っ越した。その直後、ソビエト連邦がこの地域に侵攻した。名士だったファラダは、戦争の終結を祝う式典でスピーチをするように依頼された。このスピーチのあと、彼は18ヶ月間のフェルトベルク暫定市長に任命された。
精神病院で過ごした時間はファラダの精神状態に深い影を落としていた。そして、ナチス体制下で社会の奥深くまで浸透したファシズムの痕跡を根絶するという、不可能と思える使命も彼の気を重くさせた。再び、彼は妻と一緒にモルヒネに頼ったが、すぐさま2人は病院に入院するはめになった。彼は病院や病棟を出入りしながら、生涯の残り短い時間を過ごした。妻レッシュのモルヒネ依存はファラダよりもさらに悪化していたと見られ、彼女の絶えず増え続けていく負債はさらなる心配のもとであった。ファラダは精神病院に入院中、1946年9月から11月（死去の直前）にかけて『ベルリンに一人死す』を書いた。彼は「すばらしい小説」を書いたと家族に話した。

## 死、そして受け継がれゆくもの
永年にわたるモルヒネやアルコールなどの薬物摂取で心臓が弱っていたことが原因で、1947年2月にファラダは53歳で死去した。その直前にファラダはドイツ人の夫婦オットー&エリーゼ・ハンペルの実話に基づく反ファシズム小説『Jeder stirbt für sich allein』 (Every Man Dies Alone,『ベルリンに一人死す』) を完成させていた。この夫婦は戦争中、ベルリンで反ナチスのポストカードを作って、配布したため処刑された。ファラダはわずか24日で、ジェニー・ウィリアムズの表現によれば「白熱状態」で『ベルリンに一人死す』を書きあげた。ファラダが死去した数週間後、遺作となった本作が刊行された。彼はベルリンの行政区パンコウに一旦葬られたが、その後、1933年から1944年まで住んでいたカルヴィッチに移された。ファラダの死後、未発表作品の多くが失われ、または売却された。その原因は唯一の相続人だった後妻の無関心と麻薬常用だと見られる。
ファラダは死後、ドイツにおいては人気作家としての名をほしいままにしている。しかし、小説『Little Man, What Now?』がアメリカ合衆国やイギリスにおいて成功を収めていることを除けば、ドイツ国外では数十年にわたって忘れ去られた作家だった。ドイツにおいて『ベルリンに一人死す』は大きな影響を与えており、東西ドイツの両国でテレビ作品も製作された。小説はヒルデガルト・クネフとカール・ラダッツの主演で1976年に映画公開されている。2009年から米国の出版社メルヴィルハウスが『Little Man, What Now?』、『Every Man Dies Alone』、『The Drinker』など複数の著作を出版し始めたことで、英語圏においてファラダの名声は上がっていった。
2010年にメルヴィルハウスははじめての英訳完全版として『Wolf Among Wolves』を刊行した。2016年に『ベルリンに一人死す』がヴァンサン・ペレーズ監督で映画化された（邦題：『ヒトラーへの285枚の葉書』）。

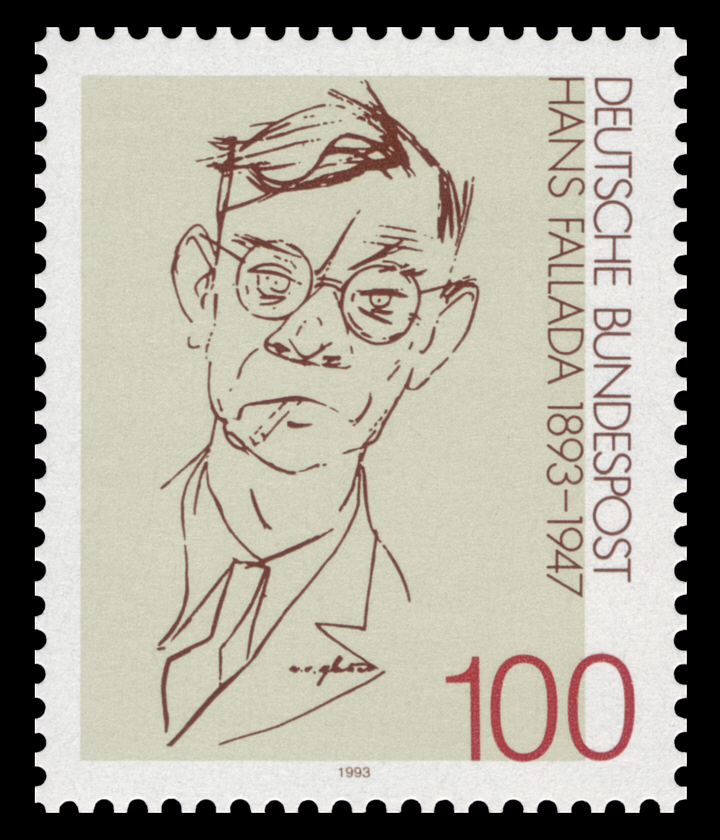
記念切手、1993年発行

ヒトラーが政権を手中に収めた頃に国を離れたドイツ人作家たちは、ドイツにとどまってナチス政権に迎合した作品を書いたファラダらを嫌悪していた。これら批判派で最も著名な人物はファラダと同時代の作家トーマス・マンである。マンは早い段階でナチスの弾圧を逃れ、海外に移り住んだ。反ナチズム論者からは譲歩して迎合的な作品を書いたと見られるファラダらに対し、マンは厳しい非難を表明した。「不合理な偏執かもしれないが、私の目からは、1933年から1945年の間にドイツで出版されたいかなる本も、無価値どころか手を触れるのも汚らわしい代物である。血と恥の臭いがそこには染みついている。一冊残らず挽き潰してパルプに還すべきである」
ノイミュンスター市が授ける文学賞ハンス・ファラダ賞はファラダの名にちなんで名付けられている。

## 影響
画家で作家のビリー・チャイルディッシュはファラダの小説『The Drinker』の影響を受けて同題の絵画を描いている。チャイルディッシュは自身の散文作品、特に小説『Sex Crimes of the Futcher』に大きな影響を与えた作家としてファラダを挙げている。

## 著作
日本語訳:
- グスターフ一家（道本清一郎訳、南北書園）1946年
- あべこべの日（前川道介訳、ハヤカワ文庫FT）1979年
- 田園幻想譚（前川道介訳、ハヤカワ文庫FT）1982年
- ベルリンに一人死す（赤根洋子訳、みすず書房）2014年
- ピネベルク、明日はどうする!?（赤坂桃子訳、みすず書房）2017年

ドイツ語:
- Der junge Goedeschal, 1920
- Anton und Gerda, 1923
- Bauern, Bonzen und Bomben, 1931 (English: A Small Circus（ドイツ語版）)
- Kleiner Mann, was nun?, 1932  (English: Little Man, What Now?)
- Wer einmal aus dem Blechnapf frißt, 1932 (English: Who Once Eats Out of the Tin Bowl / Once a Jailbird (UK))
- Wir hatten mal ein Kind, 1934 (English: Once We Had a Child)
- Märchen vom Stadtschreiber, der aufs Land flog, 1935 (English: Sparrow Farm)
- Altes Herz geht auf die Reise, 1936 (English: An Old Heart Goes A-Journeying)
- Hoppelpoppel - wo bist du?, Kindergeschichten, 1936
- Wolf unter Wölfen, 1937 (English: en:Wolf Among Wolves)
- Geschichten aus der Murkelei, Märchen, 1938
- Der eiserne Gustav, 1938 (English: Iron Gustav)
- Süßmilch spricht, 1938
- Kleiner Mann - großer Mann, alles vertauscht, 1939
- Süßmilch spricht. Ein Abenteuer von Murr und Maxe, Erzählung, 1939
- Der ungeliebte Mann, 1940
- Das Abenteuer des Werner Quabs, Erzählung, 1941
- Damals bei uns daheim, Erinnerungen, 1942
- Heute bei uns zu Haus, Erinnerungen, 1943
- Fridolin der freche Dachs, 1944 (English: That Rascal, Fridolin)
- Jeder stirbt für sich allein, 1947 (English: en:Every Man Dies Alone (US) / Alone in Berlin (UK))
- Der Alpdruck, 1947
- Der Trinker, 1950 (English: en:The Drinker)
- Ein Mann will nach oben, 1953
- Die Stunde, eh´du schlafen gehst, 1954
- Junger Herr - ganz groß, 1965
- de 2005 (posthumously published)
- In meinem fremden Land: Gefängnistagebuch 1944 (ed. Jenny Williams & Sabine Lange 2009) (English: A Stranger in My Own Country: The 1944 Prison Diary)

英訳:
- Little Man, What Now? (tr. Eric Sutton, 1933; tr. Susan Bennett, 1996)
- en:Who Once Eats Out of the Tin Bowl (UK) / The World Outside (US) (tr. Eric Sutton, 1934) / Once a Jailbird (UK) (tr. ?, 2012)
- en:Once We Had a Child (tr. Eric Sutton, 1935)
- en:An Old Heart Goes A-Journeying (tr. Eric Sutton, 1936)
- en:Sparrow Farm (tr. Eric Sutton, 1937)
- en:Wolf Among Wolves (tr. Phillip Owens, 1938; unabridged with additional tr. by Thorsten Carstensen and Nicholas Jacobs, 2010)
- en:Iron Gustav (tr. Phillip Owens, 1940; unabridged with additional tr. Nicholas Jacobs and Gardis Cramer von Laue, 2014)
- en:The Drinker (tr. Charlotte and A.L. Lloyd, 1952)
- That Rascal, Fridolin (juvenile; tr. R. Michaelis-Jena and R. Ratcliff, 1959)
- en:Every Man Dies Alone (US) / en:Alone in Berlin (UK) (tr. en:Michael Hofmann, 2009)
- A Small Circus (tr. en:Michael Hofmann, 2012)
- A Stranger in My Own Country: The 1944 Prison Diary (tr. en:Allan Blunden, 2014)
- Tales From the Underworld: Selected Shorter Fiction (ed. and tr. Michael Hoffman, 2014)

Note: Translations made by E. Sutton and P. Owens in the 1930s and 40s were abbreviated and/or made from unreliable editions, according to Fallada biographer Jenny Williams.